# Skazani na Sukcezz
Skazani Na Sukcezz (SnS) − zespół stworzony przez dwóch raperów z polskiej sceny hip-hopowej - Cygę i Pyskatego. Po śmierci Cygi do zespołu dołączył Pih.
Raperzy poznali się w Specyfik Sound Studio podczas nagrywania przez Piha materiału na album Krew, pot i łzy. Zaowocowało to dwoma utworami "Hawajskie koszule" i "SOS" oraz pomysłem na stworzenie wspólnego projektu. Pyskaty, znany wcześniej jako Zeke, był jednym z członków warszawskiej grupy Edytoriał. W 1999 roku Pyskaty opuścił szeregi Edytoriału i wraz z Cygim z warszawskiej grupy Maesto rozpoczęli nagrania pod nazwą Skazani na Sukcezz. Po śmierci Cygiego Pyskaty rozpoczął działalność solową, aż do 2005 roku, kiedy to właśnie z Pihem reaktywował zespół Skazani Na Sukcezz.

## Dyskografia
Albumy
| Tytuł          | Dane dot. albumu                                | Pozycja na liście |
| Tytuł          | Dane dot. albumu                                | POL               |
| -------------- | ----------------------------------------------- | ----------------- |
| Na linii ognia | - Data: 29 czerwca 2006 - Wydawca: Camey Studio | 27                |

Single
| Tytuł                                      | Rok  | Album          |
| ------------------------------------------ | ---- | -------------- |
| Na linii ognia / Szukaj mnie na projektach | 2007 | Na linii ognia |

Występy gościnne
| Album                                | Rok  | Uwagi                                                                | Źródło |
| ------------------------------------ | ---- | -------------------------------------------------------------------- | ------ |
| Waves - Tru Luv 4 Music              | 2007 | "Morderstwo (Original Version)" (gościnnie: Skazani Na Sukcezz, Ero) | [ 5 ]  |
| Onar - Pod prąd                      | 2007 | "Kto buja całym blokiem" (gościnnie: Skazani Na Sukcezz)             | [ 6 ]  |
| DJ Decks - Mixtape 4                 | 2008 | "Rzucasz ręcznik na ring" (gościnnie: Skazani Na Sukcezz)            | [ 7 ]  |
| LWWL - Stona siedzi na ulicy mixtape | 2008 | Projekt Hamas - "Szajba ma luz" (gościnnie: Skazani Na Sukcezz)      | [ 8 ]  |
| Fabuła - Dzieło sztuki               | 2009 | "Proforma" (gościnnie: Skazani Na Sukcezz)                           | [ 9 ]  |
| Rudy MRW - Bezsenność                | 2009 | "Oszalej" (gościnnie: Skazani Na Sukcezz)                            | [ 10 ] |

## Teledyski
| Tytuł                                                           | Rok  | Album          | Źródło |
| --------------------------------------------------------------- | ---- | -------------- | ------ |
| "Na linii ognia"                                                | 2006 | Na linii ognia | [ 11 ] |
| "Szukaj mnie na projektach / Od zawsze" (gościnnie: DJ Technik) | 2006 | Na linii ognia | [ 12 ] |